# Olympia (Skipiste)
Olympia ist eine Skipiste in Åre, Schweden. Sie ist Schauplatz von alpinen Weltcuprennen, meistens Damenrennen. Bei den alpinen Skiweltmeisterschaften 2007 fanden alle Herrenbewerbe auf Olympia statt und die Damenbewerbe auf der WM-Strecke und der Gästrappet-Piste. Im Skiweltcup wurden auch Damenbewerbe auf Olympia ausgetragen. Außer 2007 war Åre auch der Veranstaltungsort der Weltmeisterschaften des Jahres 1954. Die ersten Weltcuprennen in Åre fanden 1969 statt. Zudem  war Åre der Veranstaltungsort der Weltcupfinals in den Jahren 2001, 2006 und 2009. 2011 gab es drei Damen-Weltcuprennen, Super-Kombination, Abfahrt und Super-G, in Åre. Die Abfahrt und der Super-G wurden auf Olympia durchgeführt, außerdem der Super-G der Kombination, während der Slalom der Kombination auf Gästrappet ausgetragen wurde. Im März 2012 wurden ein Slalom und ein Riesenslalom-Weltcup der Damen veranstaltet.